# عبد الله عفيفة
عبد الله عفيفة، لاعب كرة قدم قطري .
كانت بداياته مع أكاديمية أسباير و لعب بعدها في نادي الريان و نادي السيلية و النادي الاهلي و نادي أم صلال و الخريطيات و المرخية.